# 1903 no teatro

## Eventos
- Abertura do Teatro Gil Vicente em Barcelos, Portugal.

## Nascimentos
| Data         | Nome           | Profissão                       | Nacionalidade    | Observações | Ref |
| ------------ | -------------- | ------------------------------- | ---------------- | ----------- | --- |
| 5 de Junho   | Barreto Júnior | ator                            | Brasil           | m. 1983     |     |
| 25 de Junho  | Anne Revere    | atriz                           | Estados Unidos   | m. 1980     |     |
| 26 de Junho  | Alves da Costa | ator                            | Portugal         | m. 1971     |     |
| 11 de Agosto | Ánxel Fole     | escritor, dramaturgo e ensaísta | Espanha          | m. 1986     |     |
| ??           | John Gassner   | crítico e historiador do teatro | Áustria-Hungria  | m. 1967     |     |
| ??           | Max Aub        | escritor e dramaturgo           | França / Espanha | m. 1972     |     |

## Mortes
| Data | Nome | Profissão | Nacionalidade | Observações | Ref |
| ---- | ---- | --------- | ------------- | ----------- | --- |